# Toon van Helfteren
Anton "Toon" van Helfteren (Tilburg, 20 februari 1951) is een voormalige basketballer en basketbalcoach. Van Helfteren begon als jonge speler bij het Tilburgse BC Paulus. Hij was van 1971 tot en met 1990 actief in de Eredivisie, waarna hij begon als coach. Van december 2008 tot mei 2014 was hij de coach van ZZ Leiden en hij is tweemaal bondscoach geweest, van 1993 tot 1997 en van 2013 tot 2019.
Van 2019 tot 2023 was Van Helfteren hoofdcoach is van Feyenoord Basketbal.

## Erelijst
Van Helfteren heeft het Nederlands record interlands op zijn naam staan met 207 wedstrijden. Daarnaast heeft per 5 september 2016 honderd interlands als coach gewerkt. Van Helfteren is de enige Most Valuable Player die niet tot het All Star-team werd gekozen. Als coach werd Van Helfteren vier keer Coach van het Jaar in de Eredivisie. In het seizoen 2010-2011 werd hij met Leiden landskampioen door te winnen van de regerend landskampioen GasTerra Flames. Zowel in 2010 als in 2011 werd Toon van Helfteren door LSF (Leidse SportFederatie) uitgeroepen tot Leids Coach van het jaar.
In 2012 is Van Helfteren docent Nederlands en lichamelijke opvoeding aan het Stedelijk Dalton Lyceum in Dordrecht.
Als speler:
- MVP Eredivisie (1986)
- Landskampioen (1975)
- Bekerwinnaar (1974)
- 207 interlands voor het Nederlands nationaal basketbalteam

Als coach:
- 2x Landskampioen (2011, 2013)
- 3x NBB Cup (2001,2010,2012)
- 4x Coach van het Jaar (2003, 2010, 2011, 2012)